# Gare de Vayrac
La gare de Vayrac est une gare ferroviaire française de la ligne de Souillac à Viescamp-sous-Jallès, située à proximité du bourg de la commune de Vayrac, dans le département du Lot, en région Occitanie.
Elle est mise en service en 1891, par la Compagnie du chemin de fer de Paris à Orléans (PO).
C'est une halte voyageurs de la Société nationale des chemins de fer français (SNCF), desservie par un seul train TER les samedis et dimanches soir.

## Situation ferroviaire
Établie à 122 mètres d'altitude, la gare de Vayrac est située au point kilométrique (PK) 641,483 de la ligne de Souillac à Viescamp-sous-Jallès, entre les gares de Saint-Denis-près-Martel et de Bétaille.

## Histoire

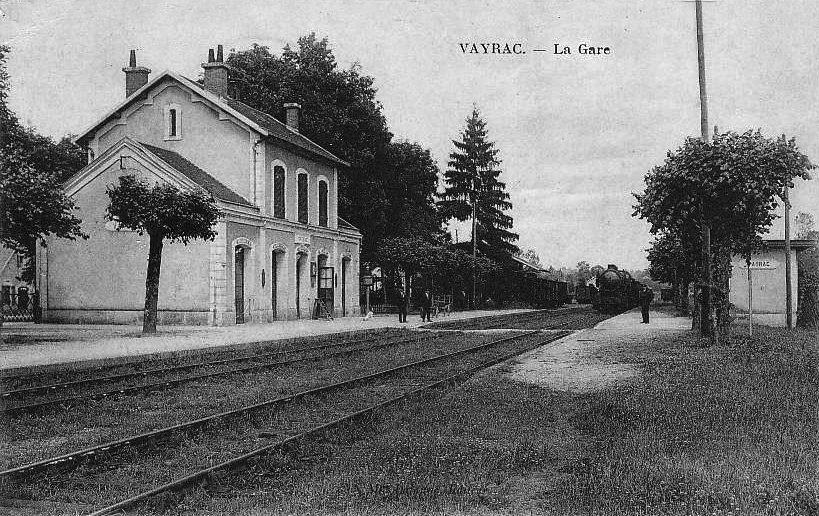
La gare, dans les années 1900.

La gare de Vayrac est mise en service le 11 mai 1891 par la Compagnie du chemin de fer de Paris à Orléans (PO), lorsqu'elle ouvre à l'exploitation la section de Saint-Denis-près-Martel à Viescamp-sous-Jallès.
La gare dispose d'un bâtiment voyageurs, avec un corps central à trois ouverture, avec un étage sous une toiture à deux pans, encadré par deux petites ailes à une ouverture en rez-de-chaussée sous une toiture à deux pans.
En 1896, la Compagnie du PO indique que la recette de la gare pour l'année entière est de 134 184 francs.
Devenue depuis une halte voyageurs de la SNCF, le bâtiment voyageurs est fermé.

## Service des voyageurs

### Accueil
Halte SNCF, c'est un point d'arrêt non géré (PANG) à accès libre.

### Desserte
Un seul train TER Auvergne-Rhône-Alpes, en provenance de Brive-la-Gaillarde et à destination d'Aurillac, dessert la gare les samedis, dimanches et fêtes.